# Contea di Foard
La contea di Foard (in inglese Foard County) è una contea dello Stato del Texas, negli Stati Uniti. La popolazione al censimento del 2010 era di 1 336 abitanti. Il capoluogo di contea è Crowell, che è l'unica città incorporata della contea. Il nome della contea deriva da Robert Levi Foard, un avvocato e soldato che partecipò alla guerra di secessione americana.
Il repubblicano James Frank, un uomo d'affari di Wichita Falls (Contea di Cooke), rappresenta dal gennaio 2013 Foard County nella Camera dei Rappresentanti del Texas

## Geografia fisica
| Anno | Popolazione | ±%     |
| ---- | ----------- | ------ |
| 1900 | 1,568       |        |
| 1910 | 5,726       | 265.2% |
| 1920 | 4,747       | −17.1% |
| 1930 | 6,315       | 33.0%  |
| 1940 | 5,237       | −17.1% |
| 1950 | 4,216       | −19.5% |
| 1960 | 3,125       | −25.9% |
| 1970 | 2,211       | −29.2% |
| 1980 | 2,158       | −2.4%  |
| 1990 | 1,794       | −16.9% |
| 2000 | 1,622       | −9.6%  |
| 2010 | 1,336       | −17.6% |

Secondo l'Ufficio del censimento degli Stati Uniti d'America la contea ha un'area totale di 708 miglia quadrate (1830 km²), di cui 704 miglia quadrate (1820 km²) sono terra, mentre 3,3 miglia quadrate (8,5 km², corrispondenti allo 0,5% del territorio) sono costituiti dall'acqua.

### Strade principali
- U.S. Highway 70
- State Highway 6

### Contee adiacenti
- Hardeman County (nord)
- Wilbarger County (est)
- Baylor County (sud-est)
- Knox County (sud)
- King County (sud-ovest)
- Cottle County (sud)